# Popis mjesta svjetske baštine u Australiji i Oceaniji
Ovo je UNESCO-ov popis mjesta Svjetske baštine u Australiji i Oceaniji. Mjesta koja su obilježena zvjezdicom (*) se također nalaze na popisu ugroženih mjesta svjetske baštine.

## C

### Čile(1)
- 1995. – Nacionalni park Rapa Nui (Uskršnji otoci)

Za druga čileanska zaštićena mjesta vidi Popis mjesta svjetske baštine u Americi

## F

### Fidži(1)
- 2013. – Povijesni lučki grad Levuka

### Francuska(1)
- 2008. – Novokaledonski koraljni greben

Za druga francuska zaštićena mjesta vidi Popis mjesta svjetske baštine u Europi

## K

### Kiribati(1)
- 2010. – Otočje Phoenix

## M

### Maršalovi Otoci(1)
- 2010. – Područje nuklearnih testova na atolu Bikini

## N

### Novi Zeland(3)
- 1990. – Nacionalni parkovi područja Te Wahipounamu na jugozapadu Novog Zelanda (sastoji se od nacionalnih parkova Mount Cook, Tai Poutini, Mount Aspiring i Fiordland)
- 1990. – Nacionalni park Tongariro
- 1998. – Novozelandski subantarktički otoci (Snares, Bounty, Antipodes, Auckland i Campbell)

## P

### Papua Nova Gvineja(1)
- 2008. – Rana svjedočanstva zemljoradnje na arheološkom nalazištu Kuku

### Palau(1)
- 2012. – Otočje Chelbacheb, zaštićeno područje južne lagune

## S

### SAD(2)
- 1987. – Nacionalni park Havajski vulkani
- 2010. – Pomorski nacionalni spomenik Papahānaumokuākea

### Solomonski Otoci(1)
- 1998. – Istočni Rennell, istočni dio atola oko najvećeg otočnog jezera na svijetu

### Savezne Države Mikronezije(1)
- 2016. – Nan Madol: obredno središte istočne Mikronezije

## U

### Ujedinjeno Kraljevstvo(2)
- 1988. – Hendersonov otok (Pitcairnovo otočje Južnog mora)
- 2000. – Povijesni grad St. George na Bermudima s pripadajućim utvrdama

Za druga zaštićena mjesta Ujedinjenog Kraljevstva vidjeti Popis mjesta svjetske baštine u Americi i Popis mjesta svjetske baštine u Europi.

## V

### Vanuatu(1)
- 2008. – Područje Roija Mate, moćnog melanezijskog poglavice iz 13. st.

## Vanjske poveznice
- UNESCO Svjetska baština – službene stranice